# Mermessus orbus
Mermessus orbus là một loài nhện trong họ Linyphiidae.
Loài này thuộc chi Mermessus. Mermessus orbus được Alfred Frank Millidge miêu tả năm 1987.